# Barton-Arylierung
Bei der Barton-Arylierung handelt es sich um eine Namensreaktion der  organischen Chemie. Die Reaktion ist nach dem britischen Chemiker  Derek Harold Richard Barton benannt.
Die Barton-Arylierung erlaubt die Arylierung von  Phenolen,  Enolen,  Azolen und  Aminen  mittels Organo-Bismut-Verbindungen (z. B. einer Aryl-Bismut(V)-Verbindung) im sauren oder basischen Milieu.
Aus 2-Naphthol  entsteht z. B. mit einer Phenyl-Bismut(V)-Verbindung im sauren Milieu  (z. B. Trichloressigsäure) der Diarylether 1 (Ph = Phenyl). Im basischen Milieu (mit 2-tert-Butyl-1,1,3,3-tetramethylguanidin) entsteht hingegen das β-Naphthol-Derivat 2:
Im Sauren kommt es also zu einer O-Phenylierung, im Basischen zur Bildung einer neuen Kohlenstoff-Kohlenstoff-Bindung.